# Chiesa della Madonna dei Poveri (Milano)
La chiesa della Madonna dei Poveri è una chiesa parrocchiale di Milano, situata a metà tra il centro di Baggio e Sella Nuova, nel quartiere popolare denominato Baggio II.
Si tratta di una delle opere più importanti dell'architettura milanese del secondo dopoguerra.

## Storia

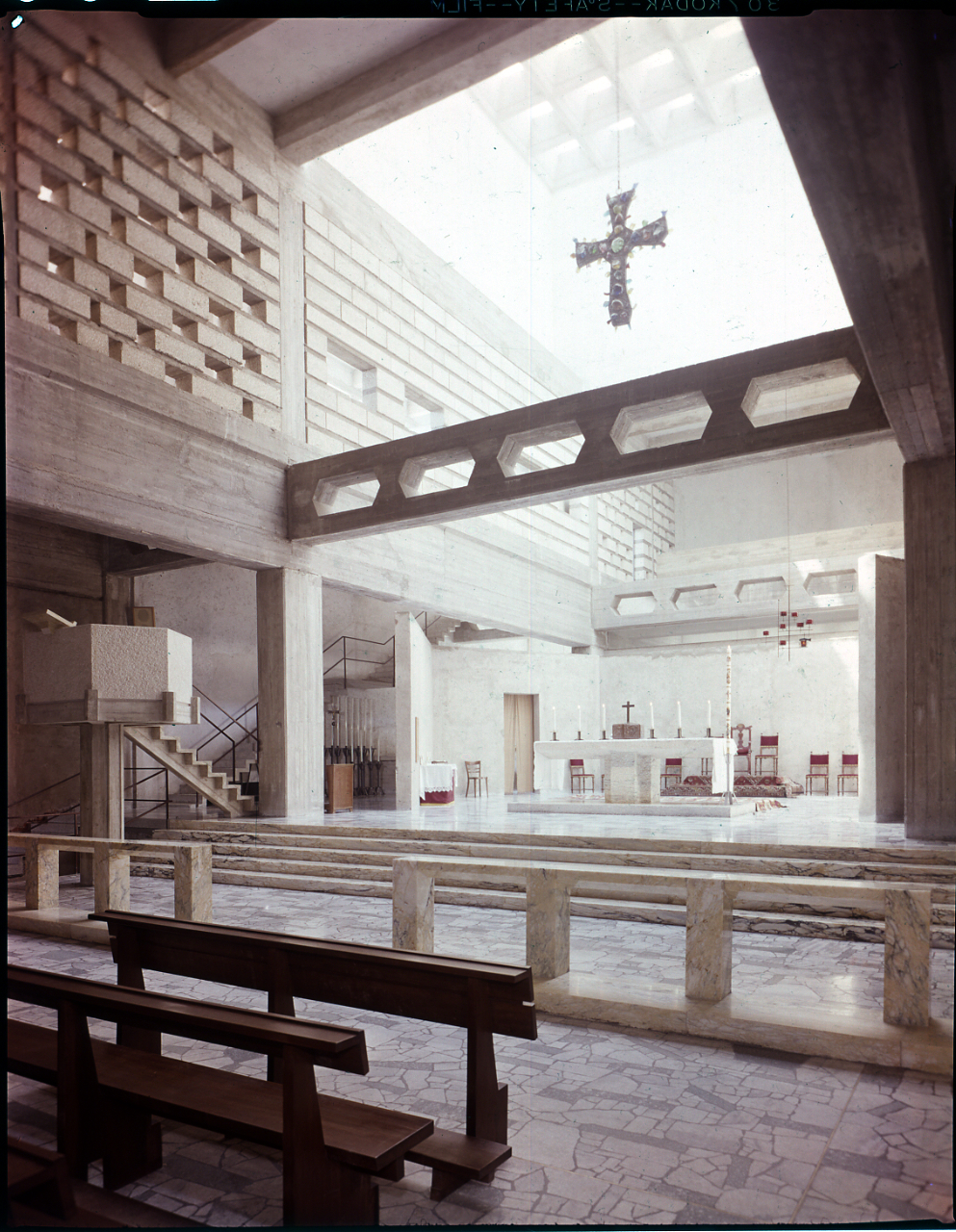
L'interno

Fu costruita tra il 1952 e il 1956 come parte di un ampio progetto diocesano per dotare le nuove zone popolari periferiche di chiese. Fu progettata da Luigi Figini e Gino Pollini, in principio con uno sfarzoso progetto, poi ridimensionato per le ristrettezze economiche che portarono a tralasciare elementi come il campanile, l'ingresso trionfale e il battistero. Fu elevata a parrocchia il 1º febbraio 1954.

## Caratteristiche
Si tratta di una chiesa povera, istituita in classico stile ambrosiano, con illuminazione naturale e stile brutale. Le tre navate sono divise da quattro pilastri.
All'interno vi è una croce gemmata realizzata da Costantino Ruggieri, consulente liturgico per la chiesa, e un tabernacolo in rame.

### Fonti
- Giulia Veronesi, Chiese nuove: la situazione a Milano, in Comunità, anno XIII, n. 68, Milano, Edizioni di Comunità, marzo 1959,  pp. 48-65.
- Maurizio Grandi e Attilio Pracchi, Milano. Guida all'architettura moderna, Bologna, Zanichelli, 1998  [1980], ISBN 88-08-05210-9.

### Testi di approfondimento
- Ernesto Nathan Rogers, La chiesa del quartiere Ina-Casa di Baggio, in Casabella - Continuità, n. 208, Milano, Editoriale Domus, novembre-dicembre 1955,  pp. 49-57, ISSN 0008-7181 (WC · ACNP).
- C. Monotti, Chiesa della Madonna dei Poveri a Milano, in L'architettura. Cronache e storia, novembre 1957,  pp. 452-457, ISSN 0003-8830 (WC · ACNP).
- Roberto Aloi, Nuove architetture a Milano, Milano, Hoepli, 1959,  pp. 49-54, ISBN non esistente, SBN SBL0503122.
- Arturo Faccioli (a cura di), Le nuove chiese di Milano 1950-1960, Milano, Comitato per le Nuove Chiese, 1962,  pp. 111-114, ISBN non esistente, SBN MIL0184068.
- Vittorio Savi (a cura di), Luigi Figini e Gino Pollini architetti, Milano, Electa, 1980,  pp. 68-71, ISBN non esistente, SBN SBL0327256.